# كرة (فن)

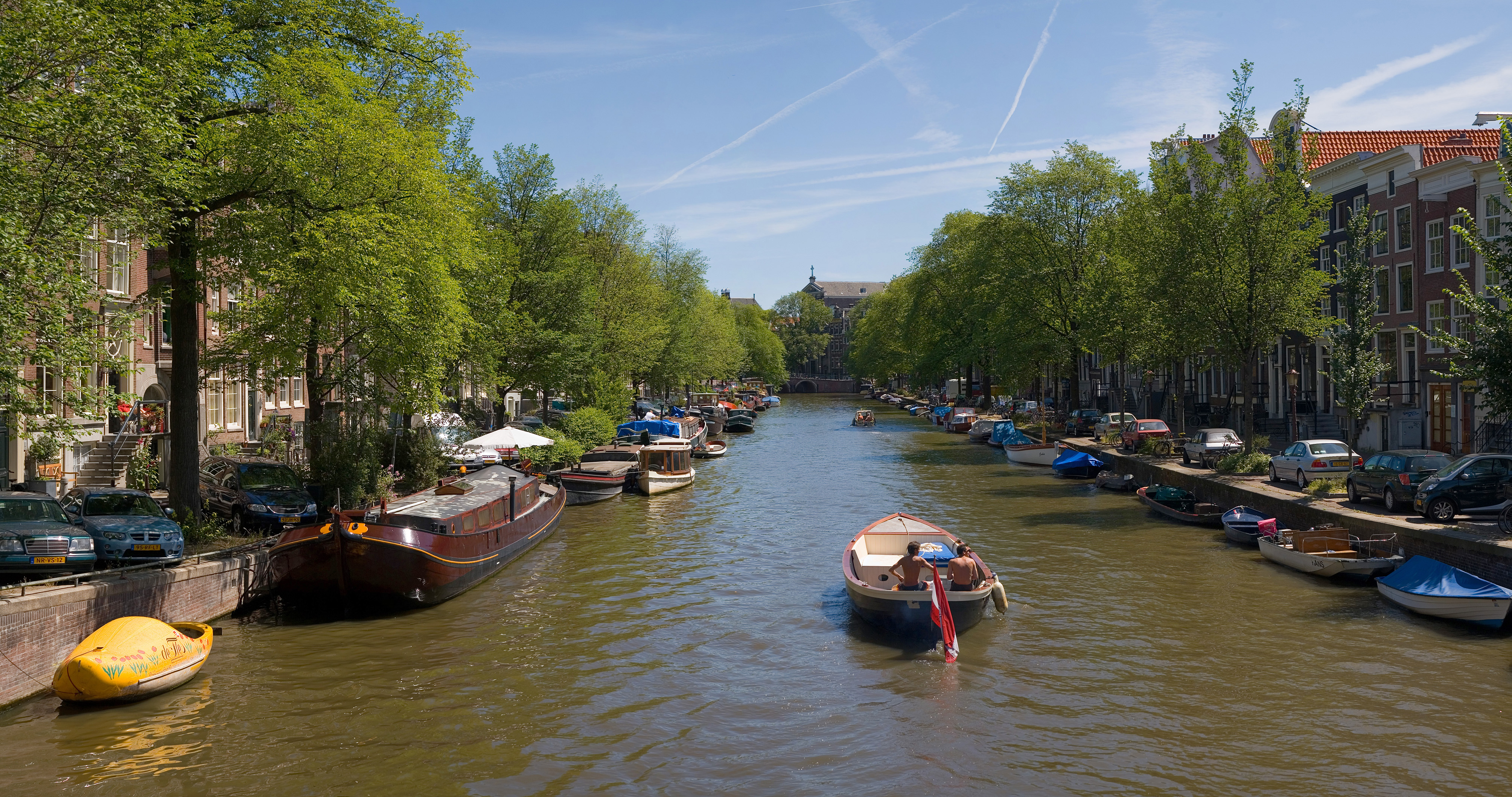
صورة مطبق فيها فن الكرة

الكرَّة تعني تصوير اللقطة الواحدة أو الأغنية أو الموسيقى أكثر من مرة في بعض الأحيان لسبب أو لآخر لاختيار أفضل ما يصلح منها في توليف الفلم النهائي.